# Стонтон, Имельда
Дама Имельда Мэри Филомена Бернадетт Стонтон (англ. Imelda Mary Philomena Bernadette Staunton, род. 9 января 1956, Лондон) — английская актриса и певица. Дама-командор ордена Британской империи.
Обладательница пяти британских театральных наград Лоуренса Оливье (4 награды в категории «Лучшая женская роль в мюзикле» и одна награда в категории «Лучшая актриса второго плана в пьесе») и кинопремий BAFTA, Американской Гильдии киноактёров и Кубка Вольпи за лучшее исполнение главной женской роли. Номинантка на премию Американской киноакадемии «Оскар» в категории «Лучшая актриса».

## Биография
Родилась в семье Бриди Стонтон (урожд. Макниколас), парикмахерши, и отца Джозефа Стонтона, дорожного рабочего. Её родители были в первом поколении иммигрантов-католиков из графства Мейо, Ирландия. Её отец родом из Бэлливери, а мать из Бохолы.
Стонтон училась в La Sainte Union Convent School. Её талант был замечен Жаклин Стокер, её учителем. Вскоре она уже была в главной роли Полли Пичем в школьной постановке «Опера нищего». Потом Стонтон училась в Королевской академии драматического искусства.
Работала в Лондонском национальном театре, театре «Олдвик», Шекспировской компании. Снялась во многих фильмах, самые заметные роли — в картинах «Друзья Питера», «Много шума из ничего», «Влюблённый Шекспир», «Вера Дрейк», «Моя ужасная няня», «Экстрасенс», «Дэвид Копперфилд», «Писатели свободы» и других.
В фильмах о Гарри Поттере сыграла роль Долорес Амбридж («Гарри Поттер и Орден Феникса» и «Гарри Поттер и Дары Смерти. Часть 1»).

### Личная жизнь
Стонтон познакомилась с Джимом Картером в 1980-х годах на сцене Национального театра. В 1983 году они поженились. У них есть дочь Бэсси (р. 1993). В 2007 году пара вместе с Бесси появилась в сериале BBC «Cranford».
В 2006 году она стала офицером ордена Британской империи (OBE) за заслуги в кинематографе (драма). В 2016 году стала командором ордена Британской империи (CBE). В 2024 году стала дамой-командором ордена Британской империи (DBE).

## Избранная фильмография
| Год       |    | Русское название                      | Оригинальное название                        | Роль                          |
| --------- | -- | ------------------------------------- | -------------------------------------------- | ----------------------------- |
| 1991      | ф  | Антония и Джейн                       | Antonia and Jane                             | Джейн Хартмэн                 |
| 1992      | ф  | Друзья Питера                         | Peter's Friends                              | Мэри Чарлстон                 |
| 1993      | ф  | Много шума из ничего                  | Much Ado About Nothing                       | Маргарет                      |
| 1993      | ф  | Смертельный совет                     | Deadly Advice                                | Бет Гринвуд                   |
| 1995      | ф  | Разум и чувства                       | Sense and Sensibility                        | Шарлотта Палмер               |
| 1995      | ф  | Гражданин Икс                         | Citizen X                                    | жена Буракова                 |
| 1996      | ф  | Двенадцатая ночь                      | Twelfth Night: Or What You Will              | Мария                         |
| 1996      | с  | Байки из склепа                       | Tales from the Crypt                         | Сара                          |
| 1998      | ф  | Влюблённый Шекспир                    | Shakespeare in Love                          | Кормилица                     |
| 1999      | ф  | Дэвид Коперфильд                      | David Copperfield                            | миссис Микобер                |
| 2000      | мф | Побег из курятника                    | Chicken Run                                  | Банти                         |
| 2001      | ф  | Клуб неудачниц                        | Crush                                        | Джанин                        |
| 2003      | ф  | Золотая молодёжь                      | Bright Young Things                          | леди Браун                    |
| 2004      | ф  | Вера Дрейк                            | Vera Drake                                   | Вера Дрейк                    |
| 2005      | ф  | Моя ужасная няня                      | Nanny McPhee                                 | миссис Блэзервик              |
| 2005      | ф  | Бархатные пальчики                    | Fingersmith                                  | миссис Саксби                 |
| 2005      | ф  | Маленькая Британия                    | Little Britain                               | миссис Мид                    |
| 2005      | ф  | Моя семья и другие животные           | My Family and Other Animals                  | Мама                          |
| 2006      | ф  | Тени прошлого                         | Shadow Man                                   | посол Кокрэйн                 |
| 2007      | ф  | Писатели свободы                      | Freedom Writers                              | Маргарет Кэмпбелл             |
| 2007      | ф  | Крэнфорд                              | Cranford                                     | Октавия Пол                   |
| 2007      | ф  | Гарри Поттер и Орден Феникса          | Harry Potter and the Order of the Phoenix    | Долорес Амбридж               |
| 2009      | ф  | Взятие Вудстока                       | Taking Woodstock                             | Соня Тишберг                  |
| 2010      | ф  | Алиса в Стране чудес                  | Alice in Wonderland                          | голос разговаривающего цветка |
| 2010      | ф  | Гарри Поттер и Дары Смерти: часть 1   | Harry Potter and the Deathly Hallows: Part 1 | Долорес Амбридж               |
| 2011      | ф  | Экстрасенс                            | Awakening                                    | Мод Хилл                      |
| 2011      | мф | Секретная служба Санта-Клауса         | Arthur Christmas                             | Миссис Санта                  |
| 2012      | ф  | Девушка                               | The Girl                                     | Альма Ревиль                  |
| 2012      | ф  | Эффи                                  | Effie                                        |                               |
| 2012      | мф | Пираты! Банда неудачников             | The Pirates! Band of Misfits                 | королева Виктория             |
| 2014      | ф  | Малефисента                           | Maleficent                                   | Нотграсс                      |
| 2014      | ф  | Гордость                              | Pride                                        | Хевина Хидон                  |
| 2014      | ф  | Приключения Паддингтона               | Paddington                                   | Тётушка Люси                  |
| 2017      | ф  | Познакомься с новыми обстоятельствами | Finding Your Feet                            | Сандра                        |
| 2017      | ф  | Приключения Паддингтона 2             | Paddington 2                                 | Тётушка Люси                  |
| 2019      | ф  | Аббатство Даунтон                     | Downton Abbey                                | леди Бэгшоу                   |
| 2019      | ф  | Малефисента: Владычица тьмы           | Maleficent: Mistress of Evil                 | Нотграсс                      |
| 2020      | ф  | Амулет                                | Amulet                                       | сестра Клэр                   |
| 2022—2023 | с  | Корона                                | The Crown                                    | Елизавета II                  |
| 2022      | ф  | Аббатство Даунтон: Новая эра          | Downton Abbey: A New Era                     | Мод, леди Бэгшоу              |
| 2023      | мф | Побег из курятника 2                  | Chicken Run: Dawn of the Nugget              | Банти                         |
| 2024      | ф  | Приключения Паддингтона 3             | Paddington in Peru                           | Тётушка Люси                  |

## Награды и номинации

### Награды

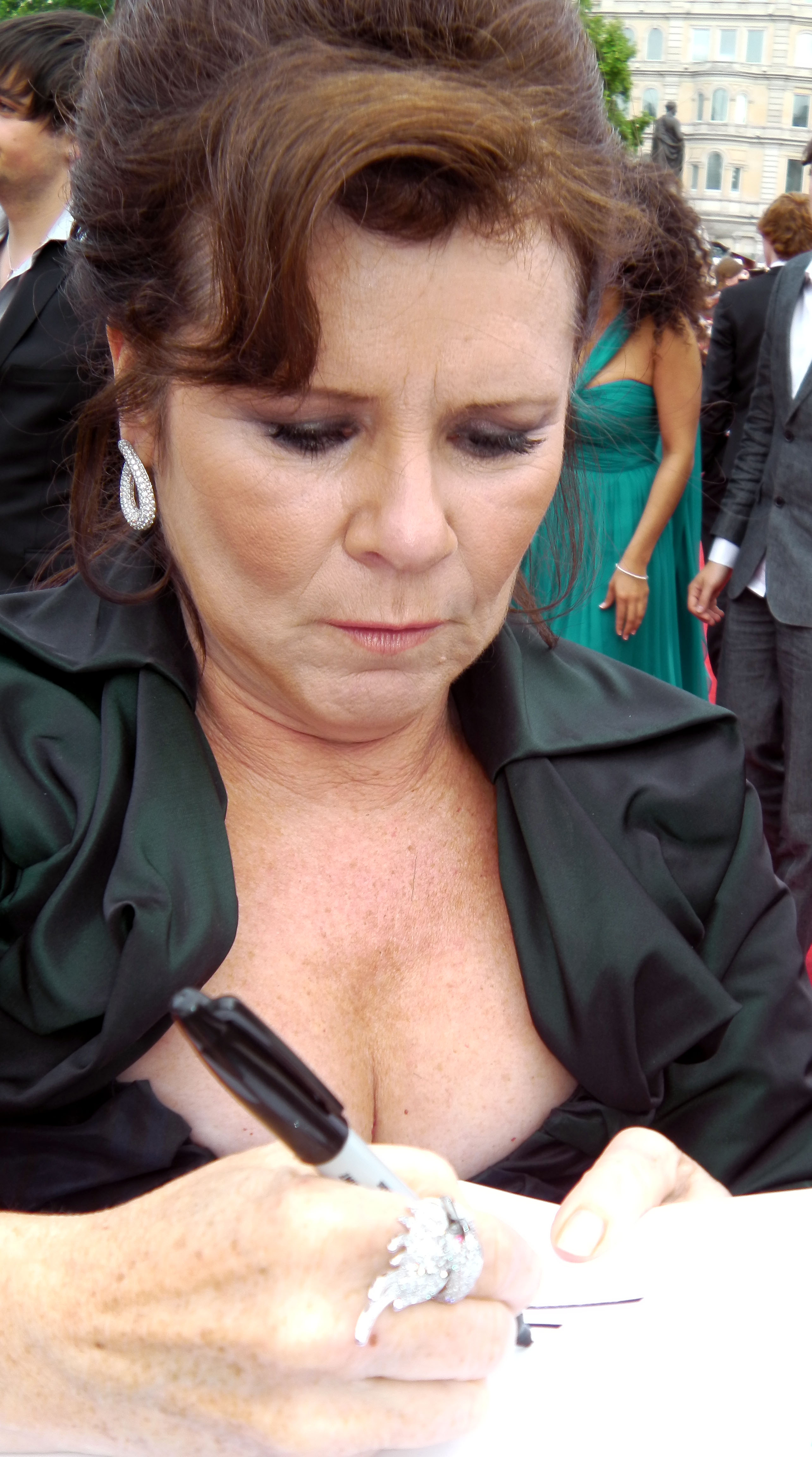
Стонтон на мировой премьере картины «Гарри Поттер и Дары Смерти. Часть 2» в 2011 году

- 1985 — Премия Лоренса Оливье — Лучшая роль второго плана, за роль в пьесе «Хор неодобрения» / «Кукуруза зеленая»
- 1991 — Премия Лоренса Оливье — Лучшая женская роль в мюзикле, за роль в мюзикле «В лес»
- 2013 — Премия Лоренса Оливье — Лучшая актриса мюзикла, за роль в мюзикле «Суини Тодд, демон-парикмахер с Флит-стрит»
- 2016 — Премия Лоренса Оливье — Лучшая актриса мюзикла, за роль в мюзикле «Джипси»
- 2004 — Премия Венецианского кинофестиваля — лучшая актриса, за фильм «Вера Дрейк»
- 2005 — Премия BAFTA — лучшая актриса, за фильм «Вера Дрейк»
- 1999 — Премия Гильдии киноактёров США (разделена с Беном Аффлеком, Гвинет Пэлтроу, Колином Фёртом и др.) — лучший актёрский состав, за фильм «Влюблённый Шекспир»

### Номинации
- 2006 — Международная Премия «Эмми» — Лучшая актриса, за фильм «Моя семья и другие животные»
- 2005 — Премия «Оскар» — Лучшая актриса, за фильм «Вера Дрейк»
- 2005 — Премия Гильдии киноактёров США — Лучшая актриса, за фильм «Вера Дрейк»
- 2005 — Премия «Золотой глобус» — Лучшая актриса в драматической картине, за фильм «Вера Дрейк»